# 大山礼子

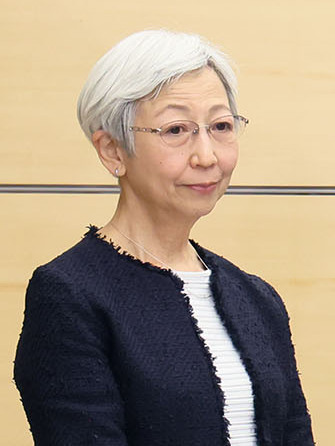
2022年12月、内閣総理大臣官邸

大山 礼子（おおやま れいこ、1954年 - ）は、日本の政治学者。専門は、国会を中心とした政治制度論。学位は、博士（法学）（一橋大学・2003年）（学位論文「立法過程の制度設計―ウェストミンスターモデルと欧州大陸型モデルの比較の視点から」）。駒澤大学名誉教授。地方制度調査会副会長、衆議院議員選挙区画定審議会委員等を歴任。

## 人物
東京都生まれ。お茶の水女子大学附属高等学校を経て、1972年 一橋大学法学部入学。1979年 一橋大学大学院法学研究科修士課程修了、法学修士。一橋大学では法哲学の上原行雄に師事。2003年、学位論文「立法過程の制度設計―ウェストミンスターモデルと欧州大陸型モデルの比較の視点から」で一橋大学より博士（法学）の学位を取得。審査員は山内敏弘、浦田一郎、只野雅人。
1975年から1995年まで国立国会図書館勤務。1995年から聖学院大学政治経済学部助教授。1999年 同教授。2003年より駒澤大学法学部政治学科教授、2005年 政治学科主任、2011年駒澤大学禅文化歴史博物館館長、2013年 駒澤大学法学部長。2021年辻村みよ子、糠塚康江らとジェンダー法政策研究所を設立し共同代表に就任。2024年 駒澤大学名誉教授、参議院政治改革に関する特別委員会参考人。公益財団法人後藤・安田記念東京都市研究所理事、公益財団法人市川房枝記念会女性と政治センター理事。
この間、新議員会館総合評価委員会委員、第29次・第30次・第31次内閣府地方制度調査会委員、総務省衆議院議員選挙区画定審議会委員、参議院憲法調査会二院制と参議院の在り方に関する小委員会参考人、全国知事会憲法と地方自治研究会委員、選挙市民審議会第3部門審議会委員、公益財団法人後藤・安田記念東京都市研究所評議員、総務省地方議会・議員のあり方に関する研究会座長代理等も務める。

## 著書
- 『国会学入門』（三省堂、1997年)
- 『住民投票』（新藤宗幸,田村達久,山谷清志,沼尾史久,村山芳夫と共著、ぎょうせい、1999年）
- 『比較議会政治論―ウェストミンスターモデルと欧州大陸型モデル』（岩波書店、2003年）
- 『マニフェストで政治を育てる (雅粒双書 (2))』（藤森克彦と共著、雅粒社、(2004年）
- 『日本の国会――審議する立法府へ』（岩波新書、2011年）
- 『フランスの政治制度 (制度のメカニズム)』（東信堂、2013年）
- 『国会を考える』（大石眞と共編著、三省堂、2017年）
- 『政治を再建する、いくつかの方法 政治制度から考える』（日本経済新聞出版社、2018年）
- 辻村みよ子、三浦まり、糠塚康江、三成美保、大山礼子、川橋幸子ほか 著、辻村みよ子、三浦まり、糠塚康江 編『女性の参画が政治を変える―候補者均等法の活かし方』信山社出版、2020年2月29日。ISBN 978-4797286465。